# Vík í Mýrdal

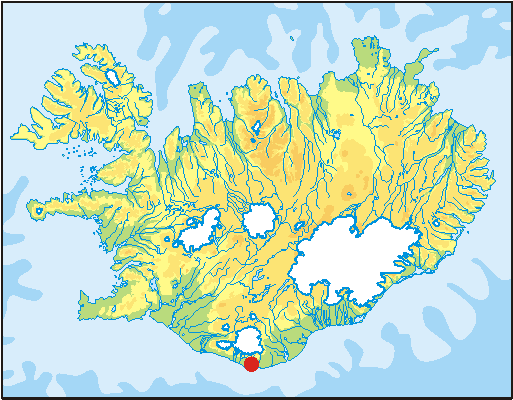
Poloha Víku na mapě Islandu

Vík í Mýrdal (v překladu „záliv v bažinatém údolí“), zkráceně Vík, je nejjižnější vesnicí na Islandu. Leží asi 185 km jihovýchodně od Reykjavíku; tvoří největší sídlo obce Mýrdalshreppur.
V roce 2005 zde žilo 285 obyvatel, v lednu 2011 pak 291 obyvatel. Protože se ale v okruhu asi 70 kilometrů nenachází větší osídlení, je Vík í Mýrdal i přes svoji malou velikost důležitou zastávkou na Hringvegur (silniční okruh procházející celým Islandem). Nedaleko městečka jsou skály Reynisdrangar, ledovec Mýrdalsjökull a mys Dyrhólaey.

## Podnebí
Stejně jako většina pobřeží na Islandu spadá i Vík Mýrdal do subpolárního oceánického podnebí, které se vyznačuje studenou ale ne třeskutou zimou a krátkým chladným létem. Protože leží na návětrné straně Golfského proudu, je Vík Mýrdal nejdeštivějším pobřežním městem na Islandu: roční úhrn srážek zde dosahuje 2273 mm.

## Galerie

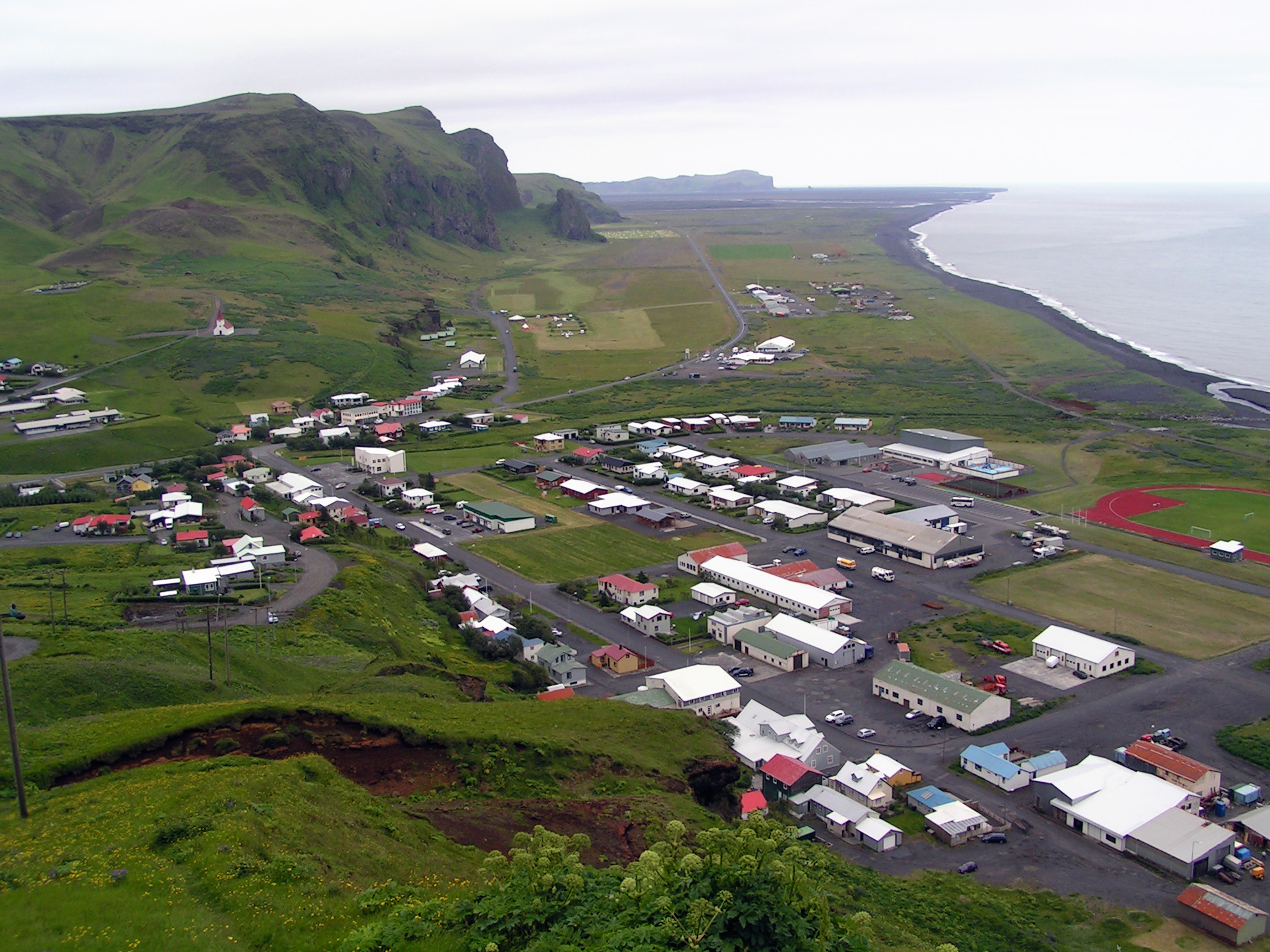
Vík í Mýrdal v roce 2010
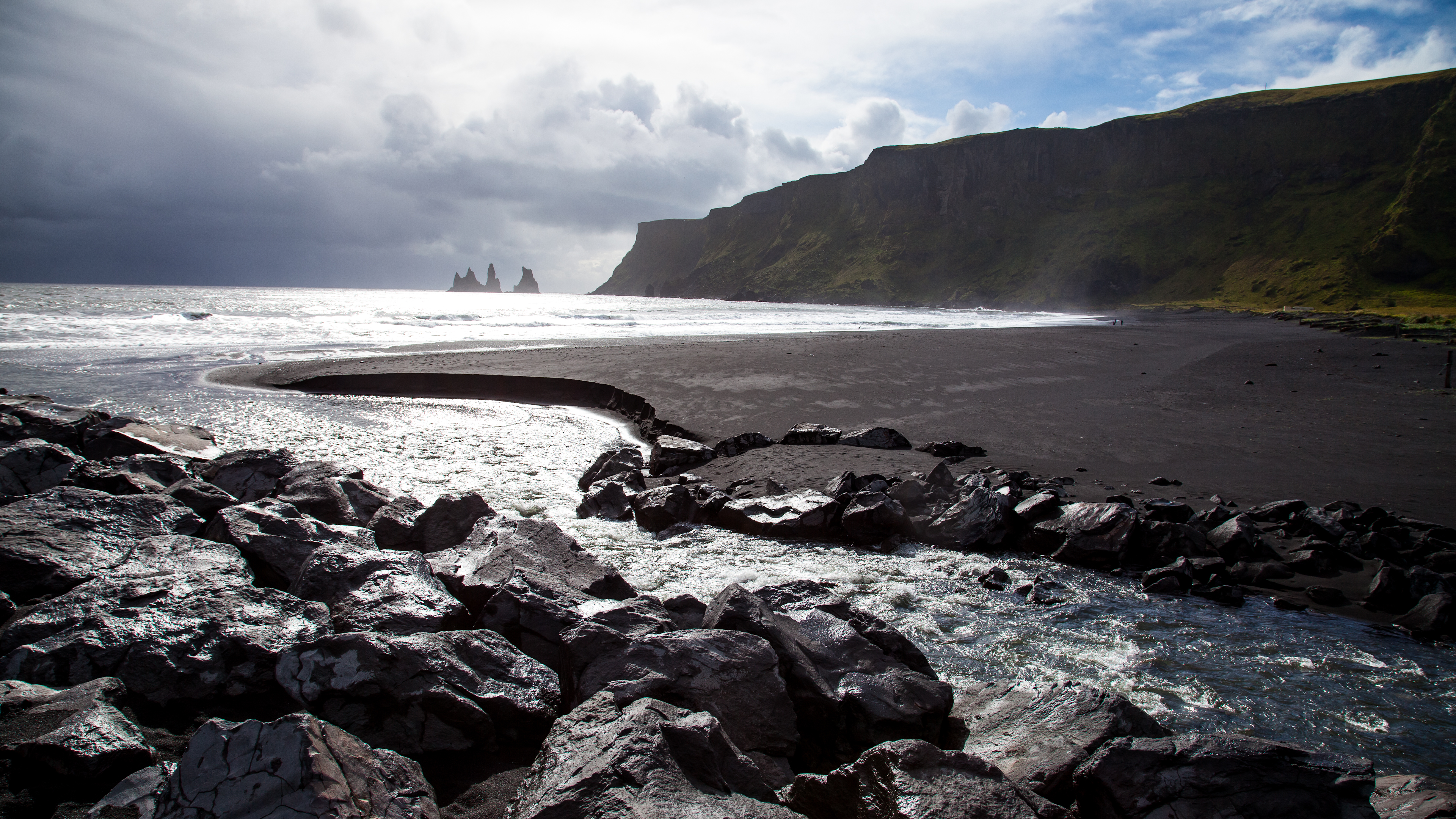
Pláže s černým sopečným pískem
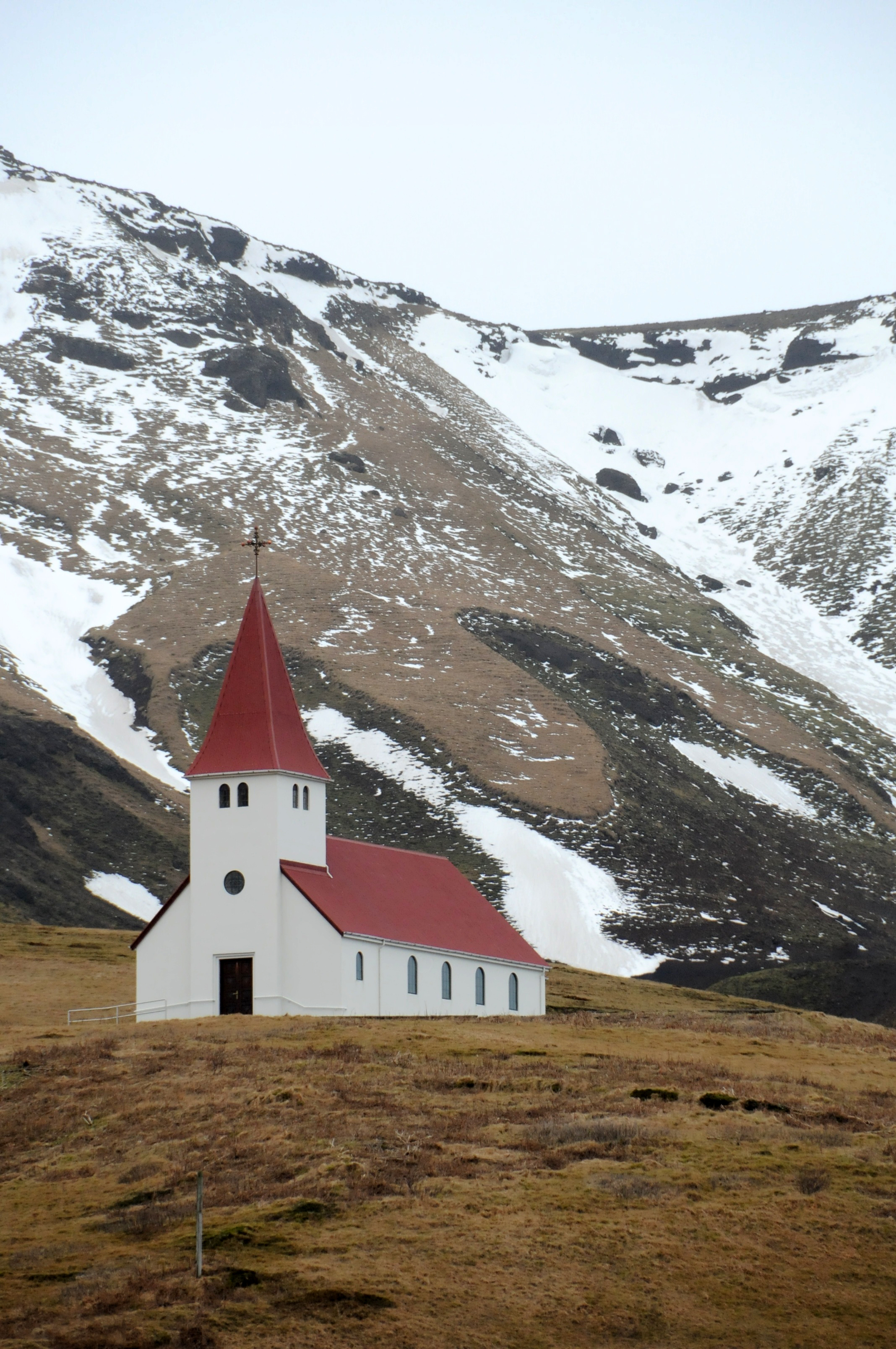
Kostel ve Víku